# Lhasa de Sela
Lhasa de Sela (n. 27 septembrie 1972, Big Indian⁠(d), New York, SUA – d. 1 ianuarie 2010, Montréal, provincia Québec, Canada), cunoscută sub numele de scenă Lhasa, a fost o cântăreață americano-mexicană, care s-a stabilit în ultimii ani de viață la Quebec (Canada). Stilul său unic este caracterizat de o voce gravă și profundă, cu texte melancolice, interpretate în trei limbi: spaniolă, franceză, engleză. Muzica sa îmbină muzica tradițională mexicană, muzica klezmer și est-europeană și rock-ul alternativ.
Descrisă ca „suflet eferverscent, femeie instinctuala și minte căutatoare”, discul său La Llorona lansat în 1997 „a schimbat fața muzicii imigrante din Quebec.” 

## Biografie
Lhasa este fiica unui mexican - Alejandro Sela - și al unei americance - Alexandra Karam. Mama sa este și ea de origine mixtă: ruso-poloneză, de confesiune evreiască din partea mamei și libaneză prin tată (Karam). Tatăl său este scriitor și profesor de spaniolă, iar mama fotograf. Copil fiind, Lhasa cutreieră, împreună cu părinții săi adepți ai culturii hippie, SUA și Mexicul într-un autobuz școlar transformat în caravană, alături de cei 9 frați și surori: Gabriela, Samantha, Ayin, Sky, Miriam, Alex, Ben, Mischa și Eden. La 13 ani, Lhasa începe să cânte jazz într-o cafenea grecească din San Francisco.
La 18 ani, a început să studieze cultura Greciei antice la Colegiul Sf. John din Santa Fe, program pe care îl abandonează în martie 1991. Ulterior, se stabilește în Montréal, inițial „pentru a-și vizita surorile care studiau la Școala Națională de circ”. Tânăra femeie, pe atunci tunsă „zero”, se decide să rămână și locuiește cu surorile sale într-un mic apartament din cartierul Plateau Mont-Royal. Se angajează ca și chelneriță la Maison de la culture mondiale, iar seara se produce pe scenă, interpretând cântecele lui Billie Holiday și ale cântăreței de ranchero mexican Chavela Vargas. Capitala Quebecului, Montreal, este locul unde are loc întâlnirea decisivă, cu Yves Desrosiers, cu care a produs primul său album, în 1997, La Llorona.

## Discografie
Albume
1998 : La Llorona 

2003 : The Living Road 

2009 : Lhasa

### La Llorona
Conform site-ului oficial al artistei, La Llorona evocă „o America Latină uneori reală, alteori imaginară, născută din memoria unei copilării itinerante”. Site-ul mai adaugă că „albumul n-ar fi putut vedea lumina zilei decât la Montréal, unde a fost scris în plină iarnă”. Într-un interviu acordat revistei din Quebec L'actualité, ea mărturisește:
„Cu cât trece vremea, cu atât descopăr mai multe lucruri frumoase aici. Iubesc Quebec-ul foarte mult. Este... [liniște] aici am simțit cel mai profund sentimentul de „acasă”.”
Albumul, cu ritmuri mexicane din anii 1930 și 1940, împletind și ritmuri de muzică gipsy și klezmer a cucerit Canada și Franța, înainte de a se impune în numeroase alte țări, primind diverse premii (inclusiv premiul Juno Award, Canada) și s-a vândut în peste 700.000 exemplare. Adorată de fanii săi, La Llorona a devenit un album clasic în câțiva ani.
După turneele din 1998 - 1999, din care o participare la turneul lui Lilith Fair, Lhasa se alătură circului contemporan „Pocheros” (pentru spectacolul „La Maison Autre”), trupă din care faceau parte trei din surorile sale, Ayin, Sky și Miriam.

### The Living Road
După un concert la Stuttgart, în iulie 2005, Lhasa se stabilește la Marsilia pentru doi ani și jumătate și reîncepe să compună. Finalizează cel de-al doilea album abia după reîntoarcerea la Montreal, în 2002.
Spre deosebire de La Llorona, cântată în întregime în spaniolă, The living road este scris în franceză, engleză și spaniolă. Site-ul oficial al Lhasei descrie astfel atmosfera acestui album: „ne plimbă din ranchera, la gospel, blues percutant până la cântece de leagan, totul într-o atmosferă caldă, cu sofisticare pe măsura carismei și convingerii sale”. Lhasa aduce o nouă notă personală acestui album, desenându-și singură coperta CD-ului.
The Living Road apare în noiembrie 2003. Îi aduce Lhasei încă o dată recunoașterea generală. Concertele sale atrag laude unanime „fiind recunoscută ca un co-național” peste tot pe unde merge prin lume. Albumul urcă pe locul trei în topul celor mai bune albume de world music al anilor 2000, realizat de ziarul Times, după The Radio Tisdas Sessions al trupei tuarege Tinariwen și Dimanche à Bamako al duo-ului din Mali, Amadou și Mariam.
Piesele sale sunt utilizate ca și coloane sonore în mai multe filme și piese de televiziune: The Sopranos (Clanul Soprano), I Am Because We Are, documentarul Madonnei, filmul SF Cold Souls al lui Sophie Barthes și Casa de los babys al lui John Sayles. Lhasa a colaborat cu grupul englez de rock Tindersticks, cu cantautorul canadian Patrick Watson și artiștii francezi Jérôme Minière și Arthur H. A fost recompensată cu premiul Cea mai bună artistă americană a Galei premiilor muzicale World Music Awards a BBC în 2005.
În 2004 și 2005 Lhasa susține două turnee lungi, pe parcursul cărora realizează peste 180 concerte: parcurge Europa, apoi cântă în SUA, Canada și în Mexic. Aceste turnee se bucură de un succes enorm, cu sălile mereu pline.

### Lhasa
Cel de-al treilea album, care îi poartă numele, apare în Europa, Canada, SUA și Japonia în 2009. Lhasa este un album compus integral în englează, limba sa maternă, înregistrat pe banda analogică în sudioul Hotel2Tango din Montreal și realizat de Thierry Amar. Muzicienii care o acompaniază sunt Sarah Pagé la harpă, Miles Perkin la contrabas, Joe Grass la chitară, Andrew Barr la baterie și Freddy Koella la chitară. Patrick Watson contribuie și la compoziția câtorva piese de pe album.
Nu e vorba doar de simple diferențe, subliniază critica muzicală din Quebec în ziarul La Presse , la apariția albumului. Alexandre Vigneault constată ca Lhasa cântă „cu o voce clară și înaltă pe care nu i-o cunosteam”, un „viraj vocal” pe care solista l-a luat după ce s-a confruntat cu probleme vocale în turneu.
Lhasa își lansează albumul la „Teatrul Corona” din Montréal pe 21 aprilie 2009 și îl prezintă publicului parizian într-un concert de o oră, la începutul lui mai. Albumul se bucură de succes în presa europeană și nord-americană.
După două concerte în Islanda la finele lui mai 2009, turneul care anunța marea sa întoarcere pe scenă în toamna lui 2009 este anulat din cauza unei boli „de care suferea de peste un an”. Ulterior, urma să aflăm că artista se lupta cu cancerul de sân de 21 de luni.
Decedează în prima zi a lui 2010 la reședința sa din Montreal.
Moștenirea sa muzicală atât de specială va rămâne mereu în memoria fanilor săi.

## Proiecte
- Lhasa cântă Le Jardin des délices și On en rit encore pe DVD-ul Show Time al lui Arthur H.
- Cântă și în piesa Des roses pour madame X a lui Arthur H.
- Colaborare cu Tindersticks în piesa Sometimes it hurts, apărută în 2004.
- Colaborare cu Bratsch pentru piesa Nié bouditié de pe albumul Plein du monde.
- Interpretează L'échelle de Richter cu Vincent Delerm, Fiancés cu Franck Monnet și La confession cu Françoiz Breut, acompaniată la pian de Jeanne Cherhal pe albumul Plutôt tôt, plutôt tard.
- Apariție pe albumul lui Jérôme Minière, apărut în 2005, în piesa Chez Herri Kopter.
- Interpretare memorabilă a piesei That Leaving Feeling de Stuart Staples, de la Tindersticks.
- Ultimul proiect: albumul Wooden arms al lui Patrick Watson.